# Grote Napoleon
De Grote Napoleon is een stenen bergmolen in het Oost-Vlaamse Hamme. De molen is in 1817 gebouwd als koren- en oliemolen. Die laatste functie is rond 1900 komen te vervallen. De Grote Napoleon is in 1976-1977 maalvaardig gerestaureerd, en in 2009 was hij opnieuw aan restauratie toe. De molen maakt sinds 2010 onderdeel uit van een horecagelegenheid met ambachtelijke bakkerij.
De molen heeft sinds 1962 een monumentstatus.